# Alexander Ebner (Sozialwissenschaftler)
Alexander Ebner (* 19. Oktober 1967 in Wiesbaden) ist ein deutscher Sozialwissenschaftler und Inhaber der Professur für Politische Ökonomie und Wirtschaftssoziologie am Fachbereich Gesellschaftswissenschaften der Johann-Wolfgang-Goethe-Universität Frankfurt am Main. Zu seinen Forschungsschwerpunkten gehören die Themenbereiche Entrepreneurship und Innovation, Governance und Wirtschaftspolitik, Regionalentwicklung sowie Geschichte der Wirtschafts- und Sozialwissenschaften.

## Werdegang
Ebner studierte an der Universität in Frankfurt von 1989 bis 1995 Politikwissenschaft und Volkswirtschaftslehre. Im Anschluss an eine Projektmitarbeit war er ab 1998 wissenschaftlicher Mitarbeiter des Lehrstuhls für Volkswirtschaftslehre, insbesondere Wirtschaftstheorie am Fachbereich Wirtschaftswissenschaften der Goethe-Universität (Inhaber: Bertram Schefold). Dort promovierte er im Jahre 2002 mit einer Dissertationsschrift zur Entrepreneurship- und Innovationstheorie (Dr. rer. pol., summa cum laude). Es folgte eine Tätigkeit als wissenschaftlicher Assistent am Krupp-Stiftungslehrstuhl für Finanzwissenschaft und Finanzsoziologie der Staatswissenschaftlichen Fakultät der Universität Erfurt, wo er sich 2008 mit einer interdisziplinären Arbeit zum Thema „Governance and Public Policy“ habilitierte.
Er nahm Lehraufträge an der Eurofaculty der Lettischen Universität Riga und der European Business School in Wiesbaden wahr. Zwischen 2006 und 2009 war er als Affiliate Professor an der Grenoble École de Management tätig. Internationale Forschungsaufenthalte absolvierte er am 'Berkeley Center on Law, Business and the Economy' der University of California, Berkeley sowie am 'Institute of Southeast Asian Studies' in Singapur.
Ab August 2008 war Ebner als 'Associate Professor of Political Economy' an der 'School of Humanities and Social Sciences' der Jacobs University Bremen tätig. Seit Juli 2009 ist er Inhaber der Professur für Sozialökonomik mit dem Schwerpunkt Wirtschaftssoziologie und Politische Ökonomie an der Johann-Wolfgang-Goethe-Universität Frankfurt am Main. Dort wirkt er zudem als Gründungsdirektor des 'Schumpeter Center for Innovation and Public Policy'.

## Bibliographie (Auswahl)
- Embedded Entrepreneurship: The Institutional Dynamics of Innovation, London und New York: Routledge, 2016 (ISBN 978-0-415-45976-1)
- Innovationsstrategien und Regionalentwicklung: Theorie und Empirie regionaler Innovationsprozesse, VS Verlag für Sozialwissenschaften, 2014.
- mit Birgit Blättel-Mink (Hg.) Innovationssysteme: Technologie, Institutionen und die Dynamik der Wettbewerbsfähigkeit, VS Verlag für Sozialwissenschaften, 2009, ISBN 978-3-531-14937-0.[1]
- mit Nikolaus Beck (Hg.) The Institutions of the Market: Organisations, Social Systems, and Governance, Oxford University Press, 2008.[2]
- mit Klaus Heine und Jan Schnellenbach (Hg.) Innovation zwischen Markt und Staat: Die institutionelle Dynamik des wirtschaftlichen Wandels, Nomos Verlag, 2007.[3]
- mit Dirk Fornahl und Marco Lehmann-Waffenschmidt (Hg.) Institutioneller Wandel, Marktprozesse und dynamische Wirtschaftspolitik, Metropolis, 2004.[4]
- mit Helge Peukert (Hg.): Werner Sombart: Nationalökonomie als Kapitalismustheorie. Ausgewählte Schriften, Metropolis, 2002.[5]